# Museum Ons' Lieve Heer op Solder

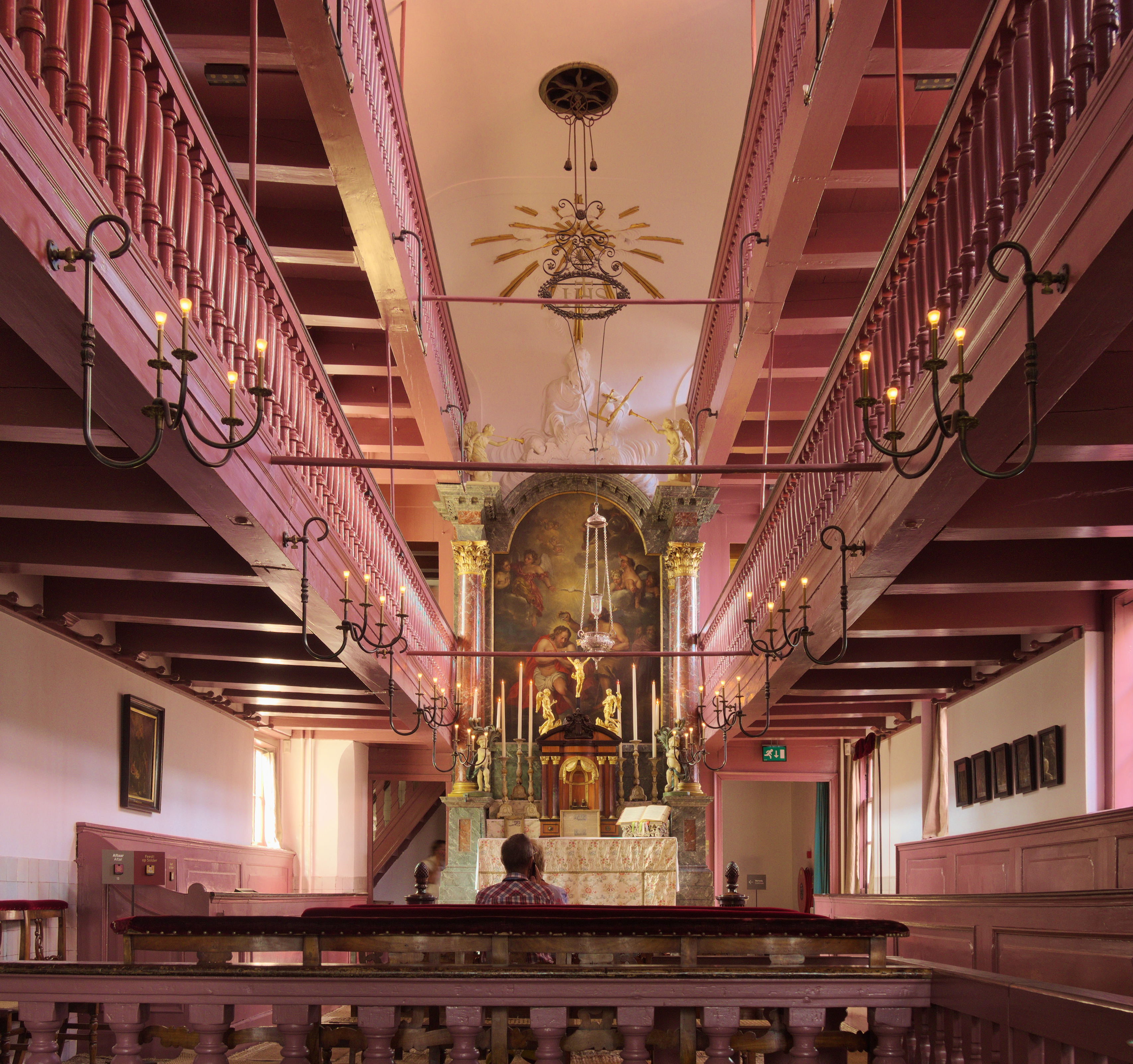
Interiér kostela

Museum Ons' Lieve Heer op Solder (česky: "Muzeum tajného kostela Našeho Pána v podkroví"), je druhé nejstarší muzeum v Amsterdamu. Nachází se v historickém grachtenhuis (kanálovém domě) ze 17. století. Tento unikátní komplex spojuje historický dům s tajnou katolickou kaplí, která byla postavena v období náboženské intolerance. Kaple je od roku 1888 muzeem, které ročně navštíví přes 85 000 návštěvníků, bohoslužby zde probíhají jen příležitostně.  

## Historie
V 17. století byla církevní situace v Nizozemí silně ovlivněna reformací, která vedla k náboženským konfliktům a přechodu od katolické víry k protestantství. Kalvinismus (jeden z protestantských náboženských směrů) se stal "státní církví", ale žádný zákon přímo nezakazoval vyznávání jiné víry. Přesto byla tato "náboženská svoboda" pouze částečná. Hlásit se k jinému náboženství bylo sice v soukromí tolerováno, ale na veřejnosti zakázáno. Z těchto důvodů se začaly stavět tzv. „schuilkerk“ (česky: "tajný kostel"), které sloužily jako tajná místa pro bohoslužby.
V roce 1661 zakoupil bohatý katolický obchodník Jan Hartman tři sousedící domy na Oudezijds Voorburgwal. Přestavěl horní patra těchto domů na tajnou církevní místnost „schuilkerk“. Tato skrytá kaple byla zasvěcena svatému Mikuláši a mohla pojmout až 150 věřících. Vstup do ní byl skrytý v postranní uličce Heintje Hoekssteeg. 
Po otevření veřejného kostela svatého Mikuláše v roce 1887 přestala kaple sloužit svému původnímu účelu. Dne 24. dubna 1888 byl komplex otevřen veřejnosti jako "Museum Amstelkring" (pojmenován podle katolické asociace, která se podílela na výstavbě kaple), čímž se stalo druhým nejstarším muzeem v Amsterdamu po Rijksmuseu. Muzeum bylo přejmenováno a dnes nese název Museum Ons' Lieve Heer op Solder.

## Popis

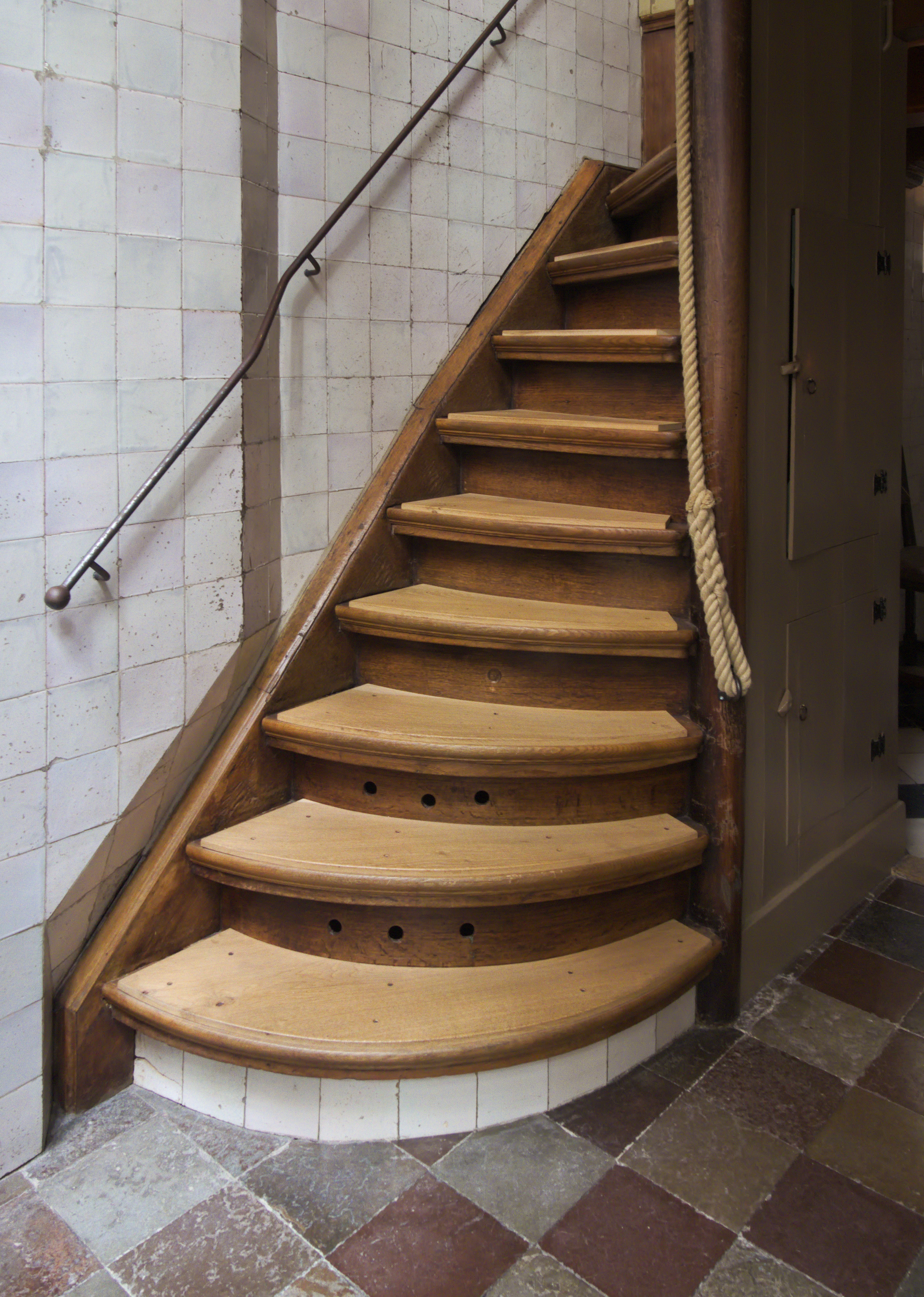
Ukázka úzkého dobového schodiště

Interiér kaple je vybaven barokním oltářem od amsterdamského malíře Jacoba de Wita z roku 1716, který zobrazuje křest Krista v Jordánu. Oltář je orámován dvěma mramorovými sloupy zdobenými putty držícími lilie. Levý sloup slouží zároveň jako skrytá kazatelna. Naproti oltáři se nachází varhany z roku 1794, které byly speciálně vyrobeny pro tuto kapli. 
Dalšími zajímavými prvky jsou kaple Panny Marie, zpovědnice a sakristie. V roce 2005 prošel interiér rozsáhlou rekonstrukcí. V rámci obnovy byly odstraněny vitríny a navráceny původní skříňky, což návštěvníkům umožňuje lepší představu o tehdejším vzhledu kaple. 

## Současný význam
Dnes muzeum slouží převážně jako historická památka a symbol náboženské tolerance. Každou první neděli v měsíci (kromě července a srpna) se v kapli koná veřejná mše. Během Vánoc se zde slaví půlnoční mše a na jaře a na podzim se konají speciální bohoslužby. Muzeum také pořádá různé kulturní akce a výstavy zaměřené na náboženskou rozmanitost a historii Amsterdamu.
Objekt byl zapsán na seznam památek rijksmonument.V roce 2023 bylo muzeum zařazeno mezi místa Evropského dědictví. 